# Гай Норбан
Гай Норбан (можливо, мав когномен Бальб, лат. Gaius Norbanus (Balbus ?), ? — 82 до н. е. або 81 до н. е.) — давньоримський політик і воєначальник,  консул 83 до н. е.

## Біографія
Норбан був одним з представників homo novus, чиї предки ніколи не займали високих державних посад. 
На посаді народного трибуна притягнув до відповідальності  Квінта Сервілія Цепіона за поразку в  битві при Араузіоні. Близько  89 року Норбан став претором, а потім пропретором в  Сицилії. Після кончини вождів партії маріанців  Гая Марія і Луція Корнелія Цінни, Норбана обрано консулом на  83 рік, коли маріанці готувалися чинити опір  Луцію Корнелію Сулле, що повертався з Греції.
Під час  Громадянської війни 83-82 до н. е. Норбан був одним з командувачів армією маріанців. Під його командуванням знаходилася армія, набрана в Римі, з включенням загонів з іншої Італії. Перша битва Норбана з армією  Сулли сталася біля  Канузія в районі гори Тіфати, в якому загинуло 6000 солдатів Норбана і 70 солдатів Сулли. Після поразки Норбан відступив у  Капую, після чого Сулла зробив невдалу спробу мирних переговорів з ним. Біля  Фавенції Норбан і консул  82 року  Гней Папірій Карбон почали битву проти  Квінта Цецилія Метелла Пія у вкрай невдалих умовах і були розбиті. У цій битві у Норбана загинуло до 10000 вояків, а ще 6000 перебігло на бік сулланців.
Незабаром після цього один з підлеглих Норбана, Альбінован, таємно перейшов на бік Сулли слідом за солдатами свого легіону і як доказ своєї вірності зібрав у себе і вбив усіх командирів армії Норбана, причому планувалося, що і Норбан повинен був бути вбитий. Після цієї зради і після здачі сулланцям міста Арімін й військ, щр перебували в околиці, Норбан у відчаї залишив свої війська і відплив на Родос. Через кілька місяців, коли Сулла став диктатором і став вимагати від жителів Родоса видати Норбана, він покінчив життя самогубством на міській площі.